# Banyutus horridus
Banyutus horridus är en insektsart som beskrevs av Navás 1912. Banyutus horridus ingår i släktet Banyutus och familjen myrlejonsländor. Inga underarter finns listade i Catalogue of Life.